# Lijst van parken van Landal GreenParks
Dit is een lijst van alle parken van Landal GreenParks.
| Land                | Park                                  | Plaats                 | Regio                       | Bijzonderheden                       |
| ------------------- | ------------------------------------- | ---------------------- | --------------------------- | ------------------------------------ |
| Nederland           | Landal Beach Park Texel               | De Koog                | Noord-Holland (Texel)       |                                      |
| Nederland           | Landal Sluftervallei                  | De Cocksdorp           | Noord-Holland (Texel)       |                                      |
| Nederland           | Landal Villapark Vogelmient           | De Koog                | Noord-Holland (Texel)       |                                      |
| Nederland           | Landal Vlieduyn                       | Oost-Vlieland          | Friesland (Vlieland)        |                                      |
| Nederland           | Landal Schuttersbos                   | Midsland               | Friesland (Terschelling)    |                                      |
| Nederland           | Landal West Terschelling              | West-Terschelling      | Friesland (Terschelling)    |                                      |
| Nederland           | Landal Ameland State                  | Nes                    | Friesland (Ameland)         |                                      |
| Nederland           | Landal Vitamaris                      | Schiermonnikoog        | Friesland (Schiermonnikoog) |                                      |
| Nederland           | Landal Esonstad                       | Anjum                  | Friesland                   |                                      |
| Nederland           | Landal Waterpark Sneekermeer          | Terhorne               | Friesland                   |                                      |
| Nederland           | Landal Waterpark Terherne             | Terhorne               | Friesland                   |                                      |
| Nederland           | Landal Natuurdorp Suyderoogh          | Lauwersoog             | Groningen                   |                                      |
| Nederland           | Landal Aelderholt                     | Aalden                 | Drenthe                     |                                      |
| Nederland           | Hof van Saksen                        | Nooitgedacht           | Drenthe                     |                                      |
| Nederland           | Landal Hunerwold State                | Wateren                | Drenthe                     |                                      |
| Nederland           | Landal Het Land van Bartje            | Ees                    | Drenthe                     |                                      |
| Nederland           | Landal Orveltermarke                  | Witteveen              | Drenthe                     |                                      |
| Nederland           | Landal PUUR Exloo                     | Exloo                  | Drenthe                     |                                      |
| Nederland           | Landal Coldenhove                     | Eerbeek                | Gelderland                  |                                      |
| Nederland           | Landal Heideheuvel                    | Beekbergen             | Gelderland                  |                                      |
| Nederland           | Landal Landgoed ‘t Loo                | 't Loo -Oldebroek      | Gelderland                  |                                      |
| Nederland           | Landal Miggelenberg                   | Hoenderloo             | Gelderland                  |                                      |
| Nederland           | Landal Rabbit Hill                    | Nieuw-Milligen         | Gelderland                  |                                      |
| Nederland           | Landal Stroombroek                    | Braamt                 | Gelderland                  |                                      |
| Nederland           | Landal De Veluwse Hoevegaerde         | Putten                 | Gelderland                  |                                      |
| Nederland           | Landal De Vlinderhoeve                | Kring van Dorth        | Gelderland                  |                                      |
| Nederland           | Landal Sallandse Heuvelrug            | Hoge Hexel             | Overijssel                  |                                      |
| Nederland           | Landal Landgoed De Elsgraven          | Enter                  | Overijssel                  |                                      |
| Nederland           | Landal Landgoed De Hellendoornse Berg | Haarle                 | Overijssel                  |                                      |
| Nederland           | Landal Twenhaarsveld                  | Holten                 | Overijssel                  |                                      |
| Nederland           | Landal De Vlegge                      | Sibculo                | Overijssel                  |                                      |
| Nederland           | Landal Waterparc Veluwemeer           | Biddinghuizen          | Flevoland                   |                                      |
| Nederland           | Landal Amerongse Berg                 | Overberg               | Utrecht                     |                                      |
| Nederland           | Landal Beach Resort Ooghduyne         | Julianadorp aan Zee    | Noord-Holland               |                                      |
| Nederland           | Landal Volendam                       | Volendam               | Noord-Holland               |                                      |
| Nederland           | Landal Gooise Heide                   | Huizen                 | Noord-Holland               |                                      |
| Nederland           | Landal Berger Duinen                  | Schoorl                | Noord-Holland               |                                      |
| Nederland           | Landal De Reeuwijkse Plassen          | Reeuwijk               | Zuid-Holland                |                                      |
| Nederland           | Landal Strand Resort Ouddorp Duin     | Ouddorp                | Zuid-Holland                |                                      |
| Nederland           | Landal Het Vennenbos                  | Hapert                 | Noord-Brabant               | in 1994 overgenomen van Center Parcs |
| Nederland           | Landal De Vers                        | Overloon               | Noord-Brabant               |                                      |
| Nederland           | Landal Kaatsheuvel                    | Kaatsheuvel            | Noord-Brabant               |                                      |
| Nederland           | Landal Aerwinkel                      | Posterholt             | Limburg                     |                                      |
| Nederland           | Landal Kasteeldomein De Cauberg       | Valkenburg aan de Geul | Limburg                     |                                      |
| Nederland           | Landal Hoog Vaals                     | Vaals                  | Limburg                     |                                      |
| Nederland           | Landal De Lommerbergen                | Reuver                 | Limburg                     | in 1996 overgenomen van Center Parcs |
| Nederland           | Landal Domein De Schatberg            | Sevenum                | Limburg                     |                                      |
| Nederland           | Landal De Waufsberg                   | Noorbeek               | Limburg                     |                                      |
| Nederland           | Landal Résidence ’t Hof van Haamstede | Burgh-Haamstede        | Zeeland                     |                                      |
| Nederland           | Landal Villapark Livingstone          | Burgh-Haamstede        | Zeeland                     |                                      |
| Nederland           | Landal Resort Haamstede               | Burgh-Haamstede        | Zeeland                     |                                      |
| Nederland           | Landal Duinpark ’t Hof van Haamstede  | Burgh-Haamstede        | Zeeland                     |                                      |
| België              | Landal Mooi Zutendaal                 | Zutendaal              | Belgisch Limburg            |                                      |
| België              | Landal Village l'Eau d'Heure          | Froidchapelle          | Henegouwen                  |                                      |
| België              | Landal Village les Gottales           | Trois-Ponts            | Ardennen                    |                                      |
| België              | Landal Forest Resort Your Nature      | Antoing                | Henegouwen                  |                                      |
| België              | Landal Nature Parc Saint Hubert       | Poix-Saint-Hubert      | Luxemburg                   |                                      |
| België              | Landal Glamping Neufchâteau           | Neufchâteau            | Luxemburg                   |                                      |
| Duitsland           | Landal Dwergter Sand                  | Molbergen              | Oldenburger Münsterland     |                                      |
| Duitsland           | Landal Hochwald                       | Kell am See            | Hunsrück                    |                                      |
| Duitsland           | Landal Mont Royal                     | Kröv                   | Moezel                      |                                      |
| Duitsland           | Landal Salztal Paradies               | Bad Sachsa             | Harz                        |                                      |
| Duitsland           | Landal Sonnenberg                     | Leiwen                 | Moezel                      |                                      |
| Duitsland           | Landal Travemünde                     | Travemünde             | Oostzee                     |                                      |
| Duitsland           | Landal Warsberg                       | Saarburg               | Saar/Hunsrück               |                                      |
| Duitsland           | Landal Winterberg                     | Winterberg             | Sauerland                   |                                      |
| Duitsland           | Landal Wirfttal                       | Stadtkyll              | Eifel                       |                                      |
| Oostenrijk          | Landal Bad Kleinkirchheim             | Bad Kleinkirchheim     | Karinthië                   |                                      |
| Oostenrijk          | Landal Brandnertal                    | Bürserberg             | Vorarlberg                  |                                      |
| Oostenrijk          | Landal Chalet Matin                   | Bürserberg             | Vorarlberg                  |                                      |
| Oostenrijk          | Landal Hochmontafon                   | Gargellen              | Vorarlberg                  |                                      |
| Oostenrijk          | Landal Katschberg                     | Rennweg                | Karinthië                   |                                      |
| Oostenrijk          | Landal Maria Alm                      | Maria Alm              | Salzburg                    |                                      |
| Zwitserland         | Alpine Lodge Lenzerheide              | Graubünden             | Zwitserland                 |                                      |
| Zwitserland         | Landal Vierwaldstättersee             | Morschach              | Zwitserland                 |                                      |
| Tsjechië            | Landal Marina Lipno                   | Lipno nad Vltavou      | Zuid-Bohemen                |                                      |
| Hongarije           | Landal Residence Duna                 | Dunaszentmiklós        | Centraal-Transdanubië       |                                      |
| Verenigd Koninkrijk | Landal Woodland Lakes                 | Thirsk                 | Noord-Engeland              |                                      |
| Verenigd Koninkrijk | Landal Sandybrook                     | Derbyshire             | Midden-Engeland             |                                      |
| Verenigd Koninkrijk | Landal Kenwick Woods                  | Lincolnshire           | Midden-Engeland             |                                      |
| Verenigd Koninkrijk | Landal Gwel an Mor                    | Cornwall               | Zuid-Engeland               |                                      |
| Verenigd Koninkrijk | Landal Darwin Forest                  | Derbyshire             | Verenigd Koninkrijk         |                                      |
| Verenigd Koninkrijk | Landal Barton Pines                   | Paignton               | Zuid-Engeland               |                                      |
| Verenigd Koninkrijk | Landal Kielder Waterside              | Hexham                 | Verenigd Koninkrijk         |                                      |
| Verenigd Koninkrijk | Landal Piperdam                       | Dundee                 | Oost-Schotland              |                                      |
| Verenigd Koninkrijk | Landal Rockingham Forest              | Wansford               | Oost-Engeland               |                                      |
| Denemarken          | Landal Seawest                        | Nørre Nebel            | Zuid-Denemarken             | in 2016 overgenomen (Dayz Resorts)   |
| Denemarken          | Landal Søhøjlandet                    | Gjern                  | Midden-Jutland              | in 2016 overgenomen (Dayz Resorts)   |
| Denemarken          | Landal Rønbjerg                       | Ranum                  | Noord-Jutland               | in 2016 overgenomen (Dayz Resorts)   |
| Denemarken          | Landal Grønhøj Strand                 | Løkken                 | Noord-Jutland               | in 2016 overgenomen (Dayz Resorts)   |
| Denemarken          | Landal Ebeltoft                       | Ebeltoft               | Midden-Jutland              | in 2016 overgenomen (Dayz Resorts)   |
| Denemarken          | Landal Middelfart                     | Middelfart             | Funen                       | in 2016 overgenomen (Dayz Resorts)   |
| Denemarken          | Landal Fyrklit                        | Hirtshals              | Noord-Jutland               | in 2016 overgenomen (Dayz Resorts)   |

Dit is een lijst van voormalige parken van Landal GreenParks.
| Land       | Voormalige naam                       | Plaats                   | Regio         | Huidige naam                                             | Bijzonderheden                                               |
| ---------- | ------------------------------------- | ------------------------ | ------------- | -------------------------------------------------------- | ------------------------------------------------------------ |
| Nederland  | Landal Reevallis                      | Vijlen                   | Limburg       | Summio Vakantiepark Reevallis                            | Per 31 mei 2023 overgenomen door Summio Parcs.               |
| Nederland  | Landal Duc De Brabant                 | Diessen - Baarschot      | Noord-Brabant | Summio Parc Duc de Brabant                               | Per 31 mei 2023 overgenomen door Summio Parcs.               |
| Nederland  | Landal Heihaas                        | Putten                   | Gelderland    | Summio Parc Heihaas                                      | Per 31 mei 2023 overgenomen door Summio Parcs.               |
| Nederland  | Landal De Bloemert                    | Midlaren                 | Drenthe       | Summio Waterpark De Bloemert                             | Per 31 mei 2023 overgenomen door Summio Parcs.               |
| Nederland  | Landal Port Greve                     | Brouwershaven - Den Osse | Zeeland       | Summio Parc Port Greve                                   | Per 31 mei 2023 overgenomen door Summio Parcs.               |
| Nederland  | Landal Nieuwvliet-Bad                 | Nieuwvliet               | Zeeland       | Dormio Strand Resort Nieuwvliet-Bad                      | Per 31 mei 2023 overgenomen door Dormio Resorts & Hotels.    |
| Nederland  | Landal Dunimar                        | Noordwijkerhout          | Zuid-Holland  | Roompot Duinresort Dunimar                               | Per 5 januari 2021 overgenomen door Roompot.                 |
| Nederland  | Landal Beach Villa's Hoek van Holland | Hoek van Holland         | Zuid-Holland  | Roompot Beach Villa's Hoek van Holland                   | Overgenomen door Roompot.                                    |
| België     | Landal Domaine Long Pré               | Stavelot                 | Luik          | Domaine Long Pré                                         |                                                              |
| België     | Landal Domaine de Chodes              | Malmedy                  | Luik          | ?                                                        |                                                              |
| Duitsland  | Landal Eifeler Tor                    | Heimbach                 | Eifel         | Dormio Resort Eifeler Tor                                | Per 1 januari 2021 overgenomen door Dormio Resorts & Hotels. |
| Oostenrijk | Landal Rehrenberg                     | Viehhofen                | Salzburg      | AlpenParks Apartment & Ferienresort Rehrenberg Viehhofen |                                                              |
| Nederland  | Landal Parc Sandur                    | Emmen                    | Drente        | Center Parcs Park Sandur                                 | Overgenomen door Centre Parcs                                |
| Duitsland  | Landal Eifel Prümtal                  | Waxweiler                | Eifel         | ?                                                        |                                                              |
| Nederland  | Landal Ruwinkel                       | Scherpenzeel             | Gelderland    | Landgoed Ruwinkel                                        | zelfstandig verder gegaan                                    |